# Ravensdale Park
Ravensdale Park est une paroisse civile du Derbyshire, en Angleterre.